# Stefano Sebastiani
Pour les articles homonymes, voir Sebastiani.
Pas d'image ? Cliquez ici
Stefano Sebastiani, alias « Stingbrace », (né le 15 août 1942) à Rome en Italie est un ancien pilote de course automobile internationale italien ainsi qu'un homme d'affaires. Il a notamment participé au Championnat du monde des voitures de sport pour différentes écuries ainsi qu'au 24 Heures du Mans en 5 occasions. Il a également été le manager de l'hotel Berkeley à Londres. Il a utilisé le pseudonyme "Stingbrace" afin que sa famille ne soit pas au courant de ses activités dans le sport automobile. Stingbrace est l'anagramme de STefano IN Great Britain RACE.

## Palmarès

### Résultats aux24 Heures du Mans
| Année | Écurie                                    | Copilotes                         | Voiture                     | Classe | Tours | Pos. | Class Pos. |
| ----- | ----------------------------------------- | --------------------------------- | --------------------------- | ------ | ----- | ---- | ---------- |
| 1989  | Porto Kaleo Team ( Noël del Bello Racing) | Robin Smith (en) Vito Veninta     | Tiga GC288 - Ford Cosworth  | C2     | 194   | Abd. | Abd.       |
| 1991  | Automobiles Louis Descartes               | Ranieri Randaccio Mirco Savoldi   | Spice SE90C - Ford Cosworth | C1     | -     | Nq.  | Nq.        |
| 1992  | Team S.C.I.                               | Ranieri Randaccio Vito Veninata   | Tiga GC288 - Ford Cosworth  | C1     | 101   | Abd. | Abd.       |
| 1993  | Simpson Engineering                       | Robin Smith (en) Tetsuya Ota (en) | Ferrari 348 LM              | C4     | -     | Np.  | Np.        |
| 1994  | Simpson Engineering                       | Robin Smith (en) Tetsuya Ota (en) | Ferrari 348 LM              | GT2    | 57    | Abd. | Abd.       |